# Spider-Girl
Spider-Girl (May "Mayday" Parker) is een personage uit een gelijknamige stripserie van Marvel Comics. Ze werd bedacht door Tom DeFalco en Ron Frenz als een spin-off van Spider-Man, en verscheen voor het eerst in What If (Vol. 2) #105 (1998). Ze kreeg later haar eigen stripreeks.
De stripreeks van Spider-Girl speelt zich af in een alternatieve toekomst van het Marvel Universum genaamd MC2.

## Publicatiegeschiedenis
Spider-Girl was een spin-off van de stripreeks What If. Volgens Tom DeFalco zou haar eerste verschijning in die reeks ook haar laatste zijn. Door de positieve reacties van fans werd echter besloten om Spider-Girl, samen met A-Next en J2 (ook ontstaan uit “What If”) toch een eigen strip te geven die zich af zou spelen in het MC2 universum. Alle drie stripreeksen waren in eerste instantie miniseries van 12 delen, maar de verkoop van Spider-Girl verliep zo goed dat deze serie werd voortgezet.
De strip werd meerdere malen met stopzetting bedreigt. Uiteindelijk stopte de serie bij deel #100. Maar vrijwel direct daarna begon de nieuwe serie The Amazing Spider-Girl, waarvan deel #0 in oktober 2006 verscheen.

## Rolverdeling

### Hoofdrollen
- Peter Parker, May's vader die inmiddels met pensioen is als superheld en als politiewetenschapper werkt.
- Mary Jane Watson-Parker, May's moeder. Ze kent haar superheldman en dochter door en door.
- Phil Urich, een voormalige Green Goblin (de enige superheld met die naam) en goede vriend van de Parker familie. Hij werkt net als Peter in het misdaadlab. Hij gebruikt nog geregeld zijn Green Goblinkrachten om May te helpen en werd zelfs even de "Golden Goblin."
- Benjamin Richard Parker May's kleine broertje.

### Bijrollen
- Black Tarantula, alias Fabian LaMuerto. De huidige Kingpin van alle misdaad. Hij is een eervolle schurk. Zijn rol varieert van vijand van Spider-Girl naar bondgenoot en zelfs liefdesinteresse.
- Darkdevil, alias Reilly Tyne. Een superheld met de krachten van Daredevil en de demon Zarathos. Hij is de zoon van Ben Reilly.
- Gerry Drew is de zoon van Jessica Drew, de eerste Spider-Woman. Hij heeft spinkrachten omdat zijn moeder die ook had.
- Courtney Duran May's vriend in school. Ze zit bij de wetenschapsclub van Mays school.
- Heather Noble een van May's klasgenoten.
- Simone Desantos, geïntroduceerd in The Amazing Spider-Girl serie. Ze is een rivaal van May.
- Felicity Hardy de dochter van Felicia Hardy en Flash Thompson. Ze weet dat May Spider-Girl is en nam zelf het kostuum van de Scarlet Spider aan.
- Hobgoblin, alias Roderick Kingsley. Een oude vijand van Spider-Man en nu Spider-Girl .
- Jack Jameson, ook wel "JJ" genoemd. De kleinzoon van J. Jonah Jameson, en ooit May’s geheime liefde. Hij is ook een superheld genaamd The Buzz.
- Kaine, een van Spider-Mans klonen. Hij is zeer beschermend tegenover May en leidt nu een overheidsteam van voormalige superschurken.
- Davida Kirby May's beste vriendin in school en haar teamgenoot in het basketbalteam.
- Nancy Lu een Aziatische klasgenoot van May die in het geheim een mutant is met telekinetische krachten. Ze werd later een X-Man onder de naam "Push".
- Moose Mansfield, een football speler die verliefd is op Spider-Girl. Hij denkt dat Courtney Spider-Girl is, met komische gevolgen.
- Brad Miller een van Mays voormalige vriendjes. Ze dumpte hem toen ze ontdekte dat hij mutanten haat.
- Normie Osborn de kleinzoon van Norman Osborn en de huidige Green Goblin tot hij die rol weer aan Phil Urich gaf. In recentelijke delen heeft hij de Venom-Symbioot weten te bemachtigen, die uiteindelijk stierf in gevecht met de Hobgoblin en Scriers.
- Raptor (Brenda "Blackie" Drago) dochter van de tweede Vulture en voormalige vijand van Spider-Girl, totdat Spider-Girl haar ervan kon overtuigen op te houden met misdaad.
- Flash Thompson de trainer van May’s basketbalteam. Was ooit getrouwd met Felicia Hardy en had met haar een zoon en dochter.
- Gene Thompson de zoon van Felicia Hardy en Flash Thompson, en de oudere broer van Felicity Hardy.
- Jimmy Yama, een nerdachtige Aziatische klasgenoot van May, die bij haar op de wetenschapsclub zit. Hij heeft een neef genaamd Zane, die de superheld J2 is.
- Mad Dog Rassitano – een premiejager die op superschurken jaagt en hun apparatuur gebruikt voor toekomstige jachtpartijen. Heeft een eigen tv-show.

## Biografie
May "Mayday" Parker is de dochter van Peter en Mary Jane Parker in alternatieve toekomst. Mays geboorte vond plaats tijdens de Clone Saga, waarin Ben Reilly tijdelijk Spider-Mans plaats innam. May werd na haar geboorte gestolen door Alison Mongraine, een agent van de Green Goblin die middels een gif Mary Jane liet denken dat de baby doodgeboren was. Maar terwijl May voorgoed verdween in de Earth 616 continuïteit, werd ze in de MC2 continuïteit terug gevonden door Kaine die haar weer naar Mary Jane en Peter bracht. Na de reünie had Peter een laatste confrontatie met de Green Goblin, wat hem een been kostte. Hij kreeg later een nieuw bionisch been van Mr. Fantastic, maar zag het verlies van zijn been als teken om te stoppen met het superhelden bestaan en zich te richtten op zijn taken als echtgenoot en vader.
Jarenlang hoopten Mary Jane en Peter dat May een gewoon meisje zou zijn. Maar dit bleek ijdele hoop. In haar tienerjaren ontwikkelde May dezelfde spinkrachten als haar vader. Ze gebruikte Ben Reilly's Spider-Man kostuum en werd Spider-Girl, eerst gehinderd maar later geholpen door haar bezorgde ouders.
May vertoont overeenkomsten met allebei haar ouders. Ze heeft een goed uiterlijk en is populair als student net als haar moeder, en heeft de intelligentie van haar vader. Ze is een zeer goede atleet en zit in het basketbalteam van haar school. Maar net als bij haar vader verstoort haar dubbele identiteit haar privé-leven.
In 'The Amazing Spider-Girl', beloofde May te stoppen met superheldin zijn, maar kwam hierop terug toen ze hoorde van de dreiging van de Hobgoblin.

## Krachten en vaardigheden
May Parker heeft veel van haar vaders krachten geërfd. Ze beschikt over bovenmenselijke kracht (ze kan 5 ton tillen), kan zeer hoog en ver springen en beschikt over bovenmenselijke reflexen. Ze geneest iets sneller dan een normaal mens.
Spider-Girl kan aan bijna elk oppervlak blijven plakken door een bio-magnetisch veld dat haar lichaam genereert. Hierdoor kan ze tegen muren opklimmen. In tegenstelling tot haar vader is muurkruipen voor May niet iets “normaals”, en moet ze zich echt concentreren als ze dit doet. Wel kan ze anderen tegen dezelfde muur laten plakken door enkel de muur aan te raken.
May heeft net als haar vader een “spinnenzintuig”, dat haar waarschuwt voor gevaar. Haar spinnenzintuig is zelfs sterker dan dat van haar vader, daar ze kan “aanvoelen” uit welke richting het gevaar zal komen. Door intensieve training kan ze zelfs blindelings vechten door enkel op haar spinnenzintuig te vertrouwen.
May heeft mechanische webschieters gelijk aan die van Ben Reilly, maar dan langer en dunner. Ze kunnen impact webben, gewone webben en metalen naalden (stingers) afvuren, hoewel May die laatste bijna nooit gebruikt. Ze gebruikt ook spider-tracers (zendertjes) om vijanden op te sporen.
May heeft gevechtstraining gehad van de Ladyhawks en Elektra Natchios, en heeft les gehad van haar vader.

## Mutant?
Het is niet duidelijk of Spider-Girl een mutant is. Ze werd geboren met haar krachten, iets wat normaal het criterium is voor de classificatie als mutant. Ze wordt echter nooit een mutant genoemd. Voor haar geboorte detecteerde een Sentinel haar, maar herkende haar niet als mutant. (The Amazing Spider-Man #415).

## Alternatieve versies

### Earth-616
May Parker bestaat/bestond ook in de Earth-616 continuïteit, waarin ze werd geboren rond de Clone Saga. Ze werd gestolen door Alison Mongraine, een agent van de Green Goblin. Tijdens de "Spider-Man: Identity Crisis" verhaallijn in The Amazing Spider-Man #434-435 waren er geruchten dat May nog leefde, maar veel fans zijn van mening dat ze dood is.

### Earth X
Er zijn twee alternatieve versies van Spider-Girl. Een van hen werd opgevoed door een Ben Reilly, die overleefde nadat Spider-Girls’ vader was overleden. Dit was te zien in What If? vol. 2 #86. Een andere versie van Spider-Girl is eigenlijk Venom, die werd gezien in de Earth X miniserie.

### Ultimate Spider-Girl
In het Ultimate Marvel-universum nam Peters vriendin Kitty Pride een aantal maal de Spider-Girlidentiteit aan om met Spider-Man samen te kunnen vechten. Ze werd geïntroduceerd in Ultimate Spider-Man #98; deel #102.

## In andere media

### Film
May "Mayday" Parker verschijnt als een baby met Spider-Man krachten, en dochter van Peter B. Parker / Spider-Man en Mary Jane Watson in de animatiefilm Spider-Man: Across the Spider-Verse uit 2023.

### Videospellen
Spider-Girl is een alternatief kostuum voor Spider-Woman in het videospel Marvel: Ultimate Alliance.